# Bennungen (Adelsgeschlecht)

Wappen derer von Bennungen

Die Familie von Bennungen war ein altes thüringisches Rittergeschlecht, benannt nach seinem Stamm- und Rittergut in Bennungen. 

## Geschichte
Im 12. und 13. Jahrhundert traten die von Bennungen häufig in Urkunden der Grafen von Hohnstein, Stolberg, Gleichen, Beichlingen und Orlamünde auf. Erstmals mit Gerbodo de Bennungen 1231, später mit Gerwardus parochianus in Bennungen 1247, dnus Conradus de Bennungen, miles (urkl. 1263–1313), Fredericus de Benningen, miles 1267, Ritter Herden von Bennungen 1294, Heinricus de Bennungen 1300, Hugo von Bennungen 1344, Friderich von Bennungen (urkl. 1366–1398), Burchard von Bennungen (urkl. 1371–1386), die Ritter Joh. und Friedr. von Bennungen 1372, Conrad Hug und Borghard Gebrüdere von Bennungen 1373, Hans von Bennungen 1421, Henrich von Bennungen zu Gehofen 1428 erwähnt. Güter in der Grafschaft Stolberg, in der Nähe des Kyffhäusers, ein Rittergut auf dem Anger in Reinsdorf (urkl. Henricus Bennungen de Reinstorff 1502, Amalie von Bennungen zu Reinsdorf 1560–1599, Jacob von Bennungen zu Reinsdorf 1573–1581, Gertrud von Bennungen zu Reinsdorf 1614, Hans Friedrich von Bennungen 1622) bei Artern. Im 17. Jahrhundert erloschen.

Neueres Wappen derer von Bennungen

## Wappen
1386 siegelt Burchard von Bennungen in einer Halberstädter Urkunde: S. BORCH… mit einem gespaltenen Schild mit Schrägbalken. Wappen (1410/11): ein Querbalken. Helm: offener Flug, jeder Flügel mit einem Querbalken belegt. Späteres Wappen: eine rückwärtssehende Hirschkuh.
Nicht verwandt mit der Familie „von Barth“ von und zu Bennungen, die als redendes Wappen zwei Barthe (Beile) im Schilde führten.